# Opisthacantha atrata
Opisthacantha atrata är en stekelart som beskrevs av Mikhail Vasilievich Kozlov och Kononova 1985. Opisthacantha atrata ingår i släktet Opisthacantha och familjen Scelionidae. Inga underarter finns listade i Catalogue of Life.